# Raoul Bellanova
Raoul Bellanova (ur. 17 maja 2000 w Rho) – włoski piłkarz występujący na pozycji obrońcy we włoskim klubie Inter Mediolan oraz w reprezentacji Włoch do lat 21. Wychowanek Milanu, w trakcie swojej kariery grał także w takich zespołach, jak Bordeaux, Atalanta, Pescara oraz Cagliari.